# Przepływomierz kalorymetryczny
Przepływomierz kalorymetryczny – rodzaj przepływomierza, w którym pomiaru prędkości przepływu dokonuje się przez pomiar różnicy temperatur mierzonych po obu stronach grzejnika umieszczonego na rurociągu.